# 慕容契
慕容契（5世纪？—516年），南北朝北魏的官员，慕容白曜弟弟的儿子。
太和初年，慕容契作为名门子弟被选拔为中散，后转任宰官。当时有传闻说雍州刺史南安王拓跋桢在肆意掠夺，中散闾文祖被派往长安进行监察。闾文祖收受了拓跋桢的贿赂，隐瞒其恶行未如实上报。事情败露后，慕容契也受到牵连。他请求退官，魏孝文帝却挽留了他，并将他升任为宰官令。慕容契因掌管宫中厨宰事务而闻名，后来参与迁都后洛阳的基础设施建设，为攻打新野、南阳做攻城器械的准备。太和末年，以功绩转任太中大夫、光禄少卿、营州大中正，授爵定陶男。正始元年（504年），慕容契被任命为征虏将军、营州刺史。后来，他以征虏将军，转任都督沃野、薄骨律二镇诸军事、沃野镇将，接着又担任都督御夷、怀荒二镇诸军事、平城镇将，之后再转任都督朔州、沃野、怀朔、武川三镇三道诸军事、后将军、朔州刺史。熙平元年（516年），慕容契去世，被追赠镇北将军、并州刺史，谥号克。他的长子慕容昇，字僧度，从建兴郡太守转任镇远将军、沃野镇将，后晋升为征虏将军。